# Čtečka elektronických knih

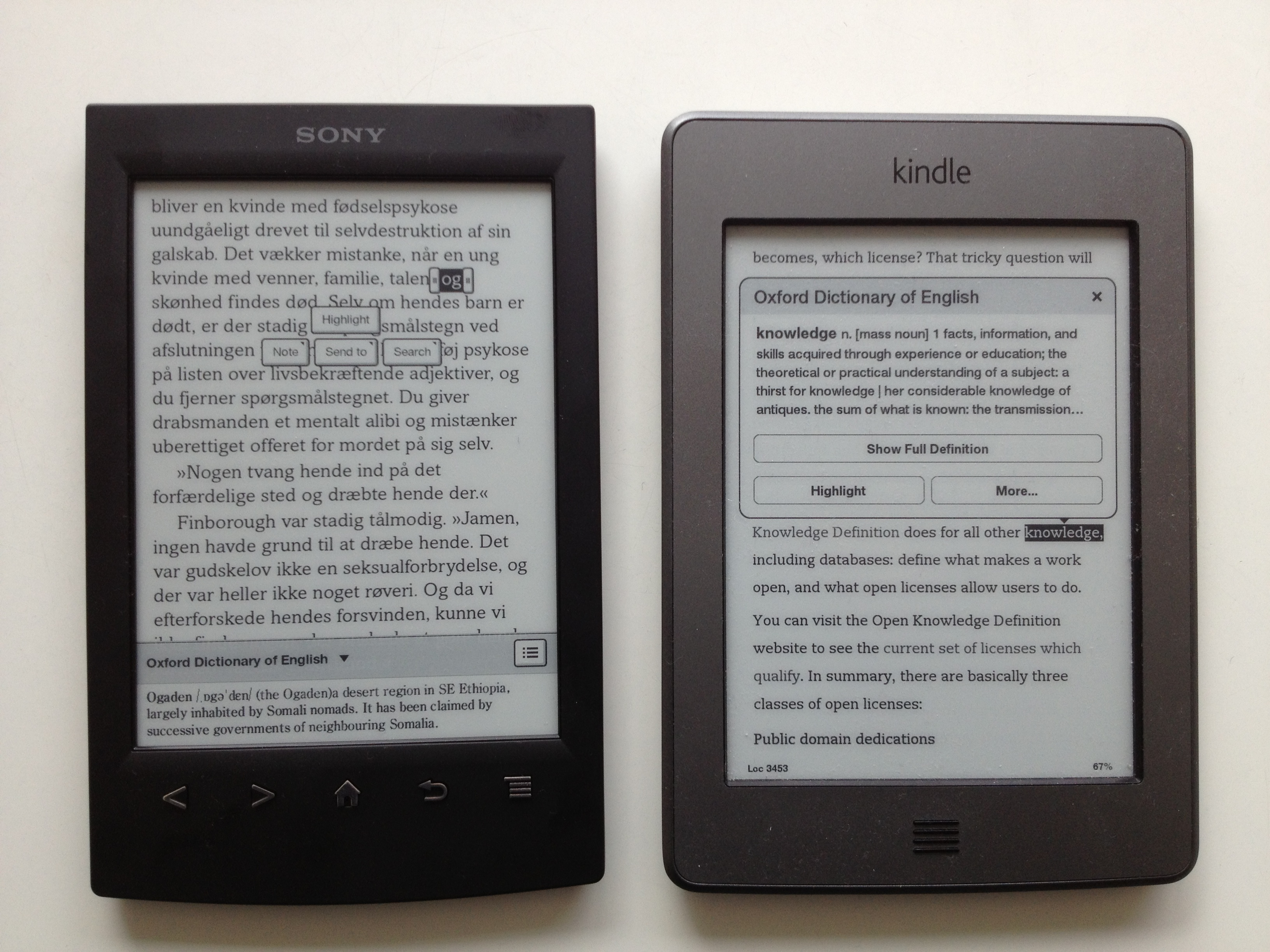
Čtečka Sony PRS T2 (vlevo) a Amazon Kindle Touch (vpravo)

Čtečka elektronických knih (též čtečka e-knih, anglicky e-book reader nebo e-reader) je mobilní zařízení, určené převážně pro čtení elektronických knih (e-knih) nebo elektronických periodik.
Čtečky elektronických knih vznikly jako alternativa ke klasickým tištěným knihám. Z toho důvodu mají displej založeny na bázi elektronického papíru, který má svým zobrazením co nejvíce připomínat právě tištěnou knihu. Na trhu se ovšem objevují i čtečky s konvenčním LCD displejem a přídatnými funkcemi, jako je multimediální přehrávač, webový prohlížeč a další.

## Historie
V říjnu roku 1996 navrhl Pierre Schweitzer mobilní zařízení, které bylo určeno pro zobrazování textu, @folio project. Zařízení bylo koncipováno tak, že bude stahovat a zobrazovat libovolný text nebo ilustrace z webu nebo pevného disku, a to v libovolném formátu. Technologie @folio byla nová a jednoduchá. V červenci 2002 vznikl francouzský startup iCodex, který měl za úkol vyvíjet a propagovat @folio project. Ten ovšem zůstal ve stádiu prototypu, a to z důvodu nedostatku financí a kvůli jazykové bariéře – většina článků byla francouzsky.
V roce 1998 se objevily první čtečky elektronických knih Rocket ebook a SoftBook.
První čtečka, která se roku 2001 začala prodávat v Evropě, byla Cybook. Přístroj vyvinuta francouzská společnost Cytale.
Roku 2006 Sony představila první z řady Sony Readerů. O rok později firma Amazon začala prodávat první verzi čtečky Kindle.
Jako čtečka e-knih může sloužit jakékoliv elektronické zařízení umožňující na své obrazovce zobrazit text uložený ve speciálním souborovém formátu (např. EPUB, PDF, MOBI nebo AZW), nicméně zařízení specializované jen na čtení literatury může disponovat přednostmi jako zanedbatelnou spotřebou energie (a tedy mnohem větší výdrží akumulátoru), lepší čitelností (zvláště pod přímým sluncem i běžným denním světlem) či ergonomií pro pohodlnější čtení.[zdroj?] Součástí čtečky e-knih je paměť pro data, která umožňuje uchovávat velké množství (až tisíce) e-knih. Čtečka může nabízet pomocné funkce jako např. vyhledávání v textu knihy, slovníkové definice výrazů, překlad vybraného textu, záložky nebo poznámky, ale také náročnější funkcionality jako je bezdrátové připojení, a umožnit tak přístup k internetovému obchodu, kde je možné e-knihy zakoupit přímo z čtečky.
Displeje bývají řešeny i jako dotykové pro snazší ovládání a relativně větší plochu displeje[zdroj?], z důvodu minimalizace počtu ovládacích tlačítek mimo displej.[zdroj?]